# Nelly O'Brien
Ellen Lucy ou Nelly O'Brien, née le 4 juin 1864 à Cahirmoyle et morte à Londres le 1er avril 1925, est une peintre miniaturiste et paysagiste irlandaise, militante de la Ligue gaélique irlandaise.

## Biographie
Nelly O'Brien est née Ellen Lucy O'Brien le 4 juin 1864 à Cahirmoyle dans le comté de Limerick. Elle est l'aînée des enfants d'Edward William O'Brien et de Mary O'Brien (née Spring Rice). Elle est la sœur de Lucy et Dermod ; ce dernier lui aussi un artiste. Son père est propriétaire foncier et sa mère est sculptrice, peintre et la sœur de Thomas Spring Rice. Son grand-père est William Smith O'Brien,. Dans sa jeunesse, elle passe deux ans sur la Côte d'Azur entre 1866 et 1868. Sa mère meurt de la tuberculose et les trois enfants sont élevés par leur tante, l'écrivain et nationaliste Charlotte Grace O'Brien. Leur père se remarie en 1880 avec Julia Marshall ; ensemble, ils ont deux fils et deux filles. O'Brien fréquente l'école en Angleterre à partir de 1879, puis s'inscrit à la Slade School of Art pour étudier la peinture. O'Brien rencontre le peintre Walter Osborne par le biais de son frère, Dermod, et songe à l’épouser, mais celui-ci meurt en 1903. Un portrait d'O'Brien par Osborne est conservé à la Hugh Lane Gallery. O'Brien meurt soudainement le 1er avril 1925, lors d'une visite à Dermod au 66 Elm Park Gardens, à Londres. Elle est enterrée dans la parcelle familiale dans Cahirmoyle.

## Travail artistique
O'Brien retourne en Irlande et commence à peindre des miniatures sur ivoire à l'aide d'une loupe. Elle peint également des paysages à l'aquarelle. Lors de sa première exposition à la Royal Hibernian Academy (RHA) en 1896, elle présente trois œuvres, dont Sketch near Malahide. Elle expose avec eux de temps en temps jusqu'en 1922. Pendant une partie de son temps à Dublin, elle vit avec son demi-frère, Edward Conor Marshall O'Brien, sur Mount Street. Dans le cadre d'une exposition de peintres Irlandais, O'Brien présente un certain nombre de miniatures à la London Guildhall, en 1904. L'Oireachtas na Gaeilge de 1906 met en vedette un certain nombre de ses tableaux, et la même année, elle devient secrétaire honoraire du tout nouveau comité des arts. À l'exposition Munster-Connacht à Limerick de 1906, elle expose une miniature de William Smith O'Brien parmi ses 12 œuvres. O'Brien produit de nombreux portraits, dont celui de Douglas Hyde, qui est exposé par la RHA en 1916.

## Activisme et Gaelic League
O'Brien est l'une des premières membres de la Gaelic League et est présente à la première assemblée (oireachtas) en 1897 et lors de la fondation du Craobh na gCúig gCúigí (direction des cinq provinces). En 1905, elle écrit une longue lettre défendant Douglas Hyde et la Gaelic League dans la Gazette de l'Église d'Irlande. En 1907, elle organise des réunions du Craobh na gCúig gCúigí dans son appartement, au 7 St Stephen's Green chaque samedi soir. En 1911, O'Brien fonde le Coláiste Eoghain Uí Chomhraí (collège irlandais O'Curry) à Carrigaholt dans le comté de Clare, en l'honneur d'Eugene O'Curry, avec l'aide de sa cousine et amie Mary Spring Rice. Un de ses objectifs ultimes est de créer une l'église nationale irlandaise, qui réunirait protestants et catholiques autour de la langue irlandaise. Pour cela, elle créé l'Irish Guild of the Church avec Seoirse de Rút en 1914. Le but de l'organisation était de fournir une union de communauté pour les membres de l'Église d'Irlande consacrés aux idéaux Irlandais d'Irlande. Agissant en qualité de représentant de la Gaelic League, O'Brien voyage aux États-unis avec Fionan MacColuim en 1914 à 1915 pour lever des fonds et promouvoir l'art et les industries irlandaises. Au Coláiste Eoghain Uí Chomhraí, O'Brien souligne l'importance de la langue irlandaise à la maison, ainsi que les compétences des femmes au foyer et des domestiques dans le renforcement de la langue et de la culture irlandaise.
O'Brien indique qu'elle a d'abord pensé que l'insurrection de Pâques de 1916 était « une manifestation contre la conscription alors qu'il avait été annoncé que les volontaires pouvaient résister au désarmement ». O'Brien reste chez les Hydes au 1 Earlsfort Place au cours de l'insurrection, qui a détruit son appartement au College Park Chambers. Elle proteste contre la loi de conscription en Irlande à une réunion de femmes à la Mansion House, en 1918. Elle lance le Gaelic Churchman en 1919, la publication officielle de l'Irish Guild of the Church. Dans un article intitulé A plea for the Irish services, elle fait la promotion de sa campagne pour les services en langue irlandaise dans les églises Protestantes. En sa qualité de vice-président de la guilde, elle invite Éamon de Valera à assister à une de leurs réunions en 1921.